# Первый Толедский собор
Первый Толедский собор (лат. Concilium Toletanum I) был проведён в Толедо, Испания, в сентябре 400 года. Собор был посвящён осуждению принсцилианства. В соборе участвовали восемнадцать латинских епископов, в том числе Лампий, епископ Барселоны. Многие присциллианцы были повторно приняты в христианство никейского толка, включая епископа Диктинния. Совет также реформировал духовенство. Двадцать канонов были изданы этим собором. Следующий собор в Толедо соберётся через 47 лет.

## Принятые каноны
Следующий текст взят из английского перевода канонов Первого Толедского собора, сделанного Карлом-Йозефом Гефеле, которые находится в открытом доступе:
1. Те диаконы или священники, которые до того, как лузитанские епископы опубликовали закон о безбрачии, вступали в половую связь со своими жёнами, не должны продвигаться на более высокие должности.
2. Кающийся не может быть принят среди духовенства.
3. Чтец (лектор), женившийся на вдове, может в лучшем случае стать только иподиаконом.
4. Иподиакон, который после смерти жены женится во второй раз, должен быть низведён до должности остиария или чтеца и не может читать послание и евангелие. Если же он женится в третий раз (quod nec dicendum aut audiendum est), то должен делать епитимию в течение двух лет, и даже тогда, примирившись, может общаться только с мирянами.
5. Каждый священнослужитель должен ежедневно посещать богослужения.
6. Дева, посвященная Богу, не должна вступать в общение с мужчинами, с которыми она не имеет близкого родства, особенно с чтецом или исповедником.[а]
7. Если жена клирика согрешит, то муж её пусть держит в заточении, и возлагает на неё посты и тому подобное.
8. Те, кто служил на войне, могут стать клириками, но не могут быть возведены в диаконы.
9. Дева, посвященная Богу, или вдова, не могут, в отсутствие епископа, петь антифоны дома в сопровождении своих слуг или духовника.[b] Люцернариум (вечерня) также не может проводиться без епископа, священника или диакона.[с]
10. Священнослужители, которые не являются полностью свободными, не могут быть рукоположены без согласия своих покровителей.
11. Если сильный человек ограбит клирика, монаха или бедняка и откажется отвечать за это перед епископом, письма должны быть немедленно адресованы всем епископам провинции; и любые другие, которые каким-либо образом доступны, так что данное лицо может везде рассматриваться как отлучённый, пока он не сдаст и не вернёт украденное имущество.[д]
12. Клирик не может оставить своего епископа, чтобы пойти на службу к другому.
13. Те, кто никогда не причащается в церкви, будут исключены.
14. Те, кто действительно не употребляет Святую евхаристию, которую они получили от священника, должны рассматриваться как «кощунственные».
15. Никто не может вступать в сношения (иметь связи или дела) с отлучённым от церкви лицом.
16. Если дева, посвященная Богу, впадает (в половой грех), она может быть повторно допущена к причастию только после десятилетнего покаяния. Такое же наказание несёт партнер по её вине. Но если такая девственница выйдет замуж, она может быть допущена к покаянию только при отказе от супружеской связи со своим мужем.
17. Если у христианина есть верующая жена, а также наложница, его нельзя допускать к причащению; но если у него нет жены и только одна наложница, он может быть допущен.[е]
18. Если вдова епископа, священника или диакона выйдет замуж во второй раз, то она будет исключена из Церкви и может причащаться только на смертном одре.
19. Если дочь епископа, священника или диакона, посвятившая себя Богу, согрешит и выйдет замуж, то её родители не могут более иметь с ней никаких сношений, а сама она будет отлучена от церкви и может получить только причастие на смертном одре.
20. Только епископ, а не священник, может освящать мир (и он может делать это в любой день); но перед Пасхой диаконы или иподиаконы должны принести от него мир.[7]